# کنسرتو ویولن شماره ۱ (موتسارت)

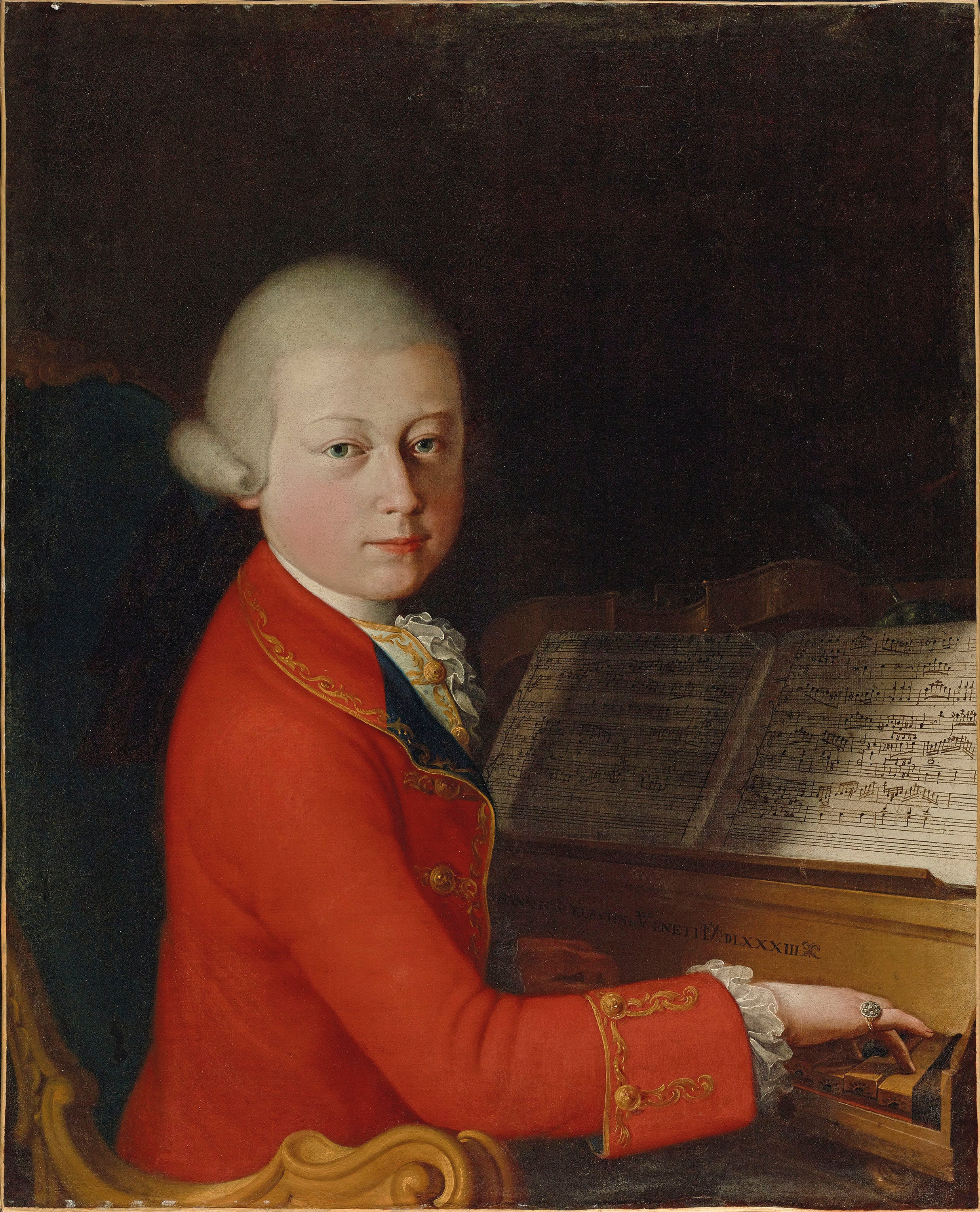
پرتره‌ای از موتسارت

کنسرتو ویلن شماره ۱، اثر ولفگانگ آمادئوس موتسارت، ساخته‌شده در سی بمُل ماژُر، ک. ۲۰۷، که در ابتدا تصور می‌شد در سال ۱۷۷۵ (زمانی که موتسارت ۱۹ سال داشت) همزمان با چهار کنسرتو ویولن اصلیِ دیگر ساخته شده، اما آزمایش و آنالیز کاغذها و دست‌نوشته‌ها نشان‌دهندهٔ این است که تاریخ واقعی ساخت می‌تواند سال ۱۷۷۳ باشد. این کنسرتو در سه موومان ساخته شده‌است:
1. اَلِگرو مُدِراتو (Allegro Moderato)
2. آداجو (Adagio)
3. پرِستو (Presto)

که در فرم معمول سریع ـ آهسته ـ سریع است.
کنسرتو سرشار از پاساژهای بی‌نظیر به‌همراه نت‌های دولاچنگ است. قطعهٔ رُندو در سی بِمُل، ک. ۲۶۹ نیز به این کنسرتو مرتبط است و به‌عنوان موومان آخر و به سفارش آنتونیو برونِتی (Antonio Brunetti)، ویولنیست اهل زالتسبورگ ساخته شده‌بود. با این وجود، این کنسرتو با پایان اصلی خود اجرا شده و رُندو به‌صورت یک قطعه کنسرتوی مجزا اجرا می‌شود.